# Белоусовка (Черновицкая область)
Белоу́совка (укр. Білоусівка) — село в Сокирянской городской общине Днестровского района Черновицкой области Украины.
В селе с XVIII века проживает старообрядческая община. Действует старообрядческая Никольская церковь.
Население по данным 2010 года составляло 3 тысячи человек. Телефонный код — 3739. Код КОАТУУ — 7324081001.
До 2020 года село входило в Сокирянский район.